# Nowa Wieś (gmina Sienno)
Nowa Wieś – wieś sołecka w Polsce, położona w województwie mazowieckim, w powiecie lipskim, w gminie Sienno.
W latach 1975–1998 miejscowość należała administracyjnie do województwa radomskiego.
Wierni Kościoła rzymskokatolickiego należą do parafii św. Zygmunta w Siennie.